# Idiotul
Idiotul este un roman al lui Feodor Dostoievski, scris în 1867–1868. A fost publicat prima dată în revista Russky Vestnik, din Sankt Petersburg, 1868–1869. Titlul original este Идиот. 
Romanul Idiotul este unul din cele mai remarcabile opere ale lui Dostoievski, dobândind un renume mondial.
Înainte de a se decide pentru acest nume, Dostoievski se gândea să-și numească romanul Prințul Mîșkin.
Este dovada pură a talentului lui Dostoievski, urmărind evoluția în societate a unui personaj mai puțin obișnuit, prințul Lev Nikolaevici Mîșkin, considerat astfel de celelalte personaje din cauza sincerității și bunătății lui și numit idiot din cauza bolii de care suferea, epilepsia fiind numită popular idioțenie. Autorul a creat un personaj extrem de complex, caracterizat prin relațiile sale cu societatea și cu celelalte personaje, dar și prin faptele sale, deseori de neînțeles. Câteodată, este prezentat drept un om extraordinar, chiar prin calitațile sale, considerate defecte de către ceilalți, iar alteori însuși autorul își ia în derâdere personajul, transformându-l într-un paria al societății, păstrând însă o atitudine ironică.
Astfel, se poate observa profunzimea analizei psihologice a personajului, constând într-o mare masură în descrierea uimitoare a trăirilor acestuia în momentele de criză epileptică. Romanul este la fel de complex ca și protagonistul și se încheie cu prezentarea sfârșitului tragic al prințului care, în urma unei decepții sentimentale cât și a uciderii celei care ar fi trebuit să devină soția sa de către un prieten apropiat, ajunge înapoi în sanatoriul din Elveția în stare critică, sănătatea lui nemaiputând fi restabilită.